# Gluviopsona persica
Gluviopsona persica är en spindeldjursart som beskrevs av Roewer 1933. Gluviopsona persica ingår i släktet Gluviopsona och familjen Daesiidae. Inga underarter finns listade i Catalogue of Life.